# 蘇卡里亞火山
蘇卡里亞火山是一座位於印度尼西亞弗洛勒斯島的火山，其類型為破火山口，位在伊亞火山的東北方。該火山口南邊的輪緣呈不規則走向，西側有一處小火山噴氣孔田，其中包含幾個通道口，並不時有間歇泉噴出。目前沒有蘇卡里亞火山噴發紀錄。